# 石井秀佳
石井 秀佳（いしい みしか、2005年8月13日 - ）は日本のフリークライマー。The North Faceアスリート。

## 概要
岩場でのクライミングを主たる活動としているフリークライマー。
小学生にもなる前のある正月に奥多摩の御岳神社に初詣に行く途中にたまたま御岳の岩場で岩を登っている人を見て自分も岩を登ってみたいと思い、その翌日にその岩場を再訪して岩を登ったのがきっかけでフリークライミングを始める。弱冠13歳にして愛知県奥三河にある鳳来の岩場の「百道」(五段+/V15)を完登、五段+/V15というグレードは世界最年少での完登で、女性としては世界3人目の完登である。趣味は読書。

## 登攀歴
- 2016年5月 - 小川山 忘却の河（二段）を完登[2]。
- 2016年6月 - 小川山 幻の光（三段）を完登[2]。
- 2016年10月 - 瑞牆山 十六夜（二段）を完登[2]。
- 2016年11月 - 湯河原 秋雨（二段）を完登[2]。
- 2017年3月 - 瓢山 シンバ（三段）を完登[2]。
- 2017年10月 - 小川山 静かの海（三段）を完登[6]。
- 2017年11月 - 三峰 紐（三段）を完登[2]。
- 2017年12月 - 瑞牆山 インドラ（二段）を完登[2]。
- 2018年1月 - 豊田 太刀（三段+）を完登[7]。
- 2018年1月 - 鳳来 バチェラレット（四段+）を完登[8][9]。
- 2018年2月 - 鳳来 握撃（三段?）を完登[2]。
- 2018年5月 - 瑞牆山 夜叉(四段+）を完登[10]。
- 2018年8月 - 小川山 伴奏者（四段+）を完登[11][12]。
- 2018年10月 - 塩原 カランバ（四段）をワンデイ2-3時間で完登[13]。
- 2019年1月 - 笠置山 入滅（五段）を完登[5][14][15]。
- 2019年5月 - 鳳来 白道(五段+)を完登[3][4]。 - 五段+/V15というグレードは世界最年少、女性としては白石阿島[16]、カッディーレーマン[17]に次ぐ世界3人目の完登[3][4]。